# Discorinopsis
Discorinopsis es un género de foraminífero bentónico de la familia Valvulamminidae, de la superfamilia Eggerelloidea, del suborden Textulariina y del orden Textulariida. Su especie tipo es Discorinopsis gunteri. Su rango cronoestratigráfico abarca el Luteciense (Eoceno medio).

## Discusión
Clasificaciones previas incluían Discorinopsis en la superfamilia Textularioidea.

## Clasificación
Discorinopsis incluye a las siguientes especies:
- Discorinopsis aguayoi †
- Discorinopsis gunteri †
- Discorinopsis primitivus †
- Discorinopsis tropica †
- Discorinopsis vadescens †